# Dichromodes anelictis
Dichromodes anelictis là một loài bướm đêm trong họ Geometridae.